# Darko Jevtić
Darko Jevtić (Basel, 8 februari 1993) is een Zwitsers professioneel voetballer die doorgaans speelt als middenvelder. In juli 2025 verliet hij Jedinstvo Ub.

## Carrière
Jevtić speelde van 2001 tot 2012, met uitzondering van een uitstapje van een half jaar naar Concordia Basel in 2006, voor de jeugdopleiding van FC Basel, de grootste club uit zijn geboorteplaats. In januari 2012 ondertekende de middenvelder zijn eerste professionele contract bij de club en hij werd ook direct opgenomen in het eerste elftal. Zijn debuut maakte Jevtić op 28 juli 2012, toen hij als invaller binnen de lijnen kwam tijdens de uitwedstrijd bij Grasshoppers (2–2 gelijkspel). In 2013 vierde de middenvelder het kampioenschap van de club mee, terwijl Basel dat seizoen ook tweede was geworden in de nationale beker.
Op 2 september 2013 maakte Basel bekend dat Jevtić het seizoen 2013/14 op huurbasis bij het Oostenrijkse Wacker Innsbruck zou gaan spelen. Het jaar erop werd de Zwitser opnieuw verhuurd, nu aan Lech Poznań. Na een half seizoen wist Lech genoeg en nam het de middenvelder definitief over. Hij tekende voor drieënhalf jaar. In 2017 werd deze verbintenis met twee jaar verlengd, tot medio 2020. In januari 2020 werd Jevtić voor een bedrag van circa een half miljoen euro overgenomen door Roebin Kazan, waar hij zijn handtekening zette onder een verbintenis voor de duur van vierenhalf jaar.
Medio 2021 werd de Zwitser voor een jaar op huurbasis overgenomen door AEK Athene. Na zijn terugkeer sloot Jevtić weer aan bij Roebin Kazan, maar in de voorbereiding liep hij een blessure op aan zijn voorste kruisband. Hierdoor moest hij het gehele seizoen 2022/23 aan zich voorbij laten gaan. Zijn contract liep medio 2024 af, waardoor hij transfervrij vertrok en later voor Jedinstvo Ub tekende.

## Clubstatistieken
| Seizoen | Club               | Competitie   | Competitie | Competitie | Beker | Beker | Internationaal | Internationaal | Totaal | Totaal |
| Seizoen | Club               | Competitie   | Wed.       | Dlp.       | Wed.  | Dlp.  | Wed.           | Dlp.           | Wed.   | Dlp.   |
| ------- | ------------------ | ------------ | ---------- | ---------- | ----- | ----- | -------------- | -------------- | ------ | ------ |
| 2012/13 | FC Basel           | Super League | 2          | 0          | 0     | 0     | 0              | 0              | 2      | 0      |
| 2013/14 | → Wacker Innsbruck | Bundesliga   | 19         | 3          | 1     | 0     | —              | —              | 20     | 3      |
| 2014/15 | Lech Poznań        | Ekstraklasa  | 29         | 7          | 4     | 0     | 4              | 0              | 37     | 7      |
| 2015/16 | Lech Poznań        | Ekstraklasa  | 26         | 4          | 6     | 0     | 5              | 0              | 37     | 4      |
| 2016/17 | Lech Poznań        | Ekstraklasa  | 31         | 8          | 7     | 1     | —              | —              | 38     | 9      |
| 2017/18 | Lech Poznań        | Ekstraklasa  | 24         | 5          | 0     | 0     | 4              | 3              | 28     | 8      |
| 2018/19 | Lech Poznań        | Ekstraklasa  | 26         | 3          | 0     | 0     | 6              | 0              | 32     | 3      |
| 2019/20 | Lech Poznań        | Ekstraklasa  | 19         | 6          | 1     | 0     | —              | —              | 20     | 6      |
| 2019/20 | Roebin Kazan       | Premjer-Liga | 10         | 0          | 0     | 0     | —              | —              | 10     | 0      |
| 2020/21 | Roebin Kazan       | Premjer-Liga | 25         | 3          | 2     | 0     | —              | —              | 27     | 3      |
| 2021/22 | Roebin Kazan       | Premjer-Liga | 6          | 1          | 0     | 0     | 2              | 0              | 8      | 1      |
| 2021/22 | → AEK Athene       | Super League | 16         | 0          | 3     | 0     | —              | —              | 19     | 0      |
| 2022/23 | Roebin Kazan       | Premjer-Liga | 0          | 0          | 0     | 0     | —              | —              | 0      | 0      |
| 2023/24 | Roebin Kazan       | Premjer-Liga | 2          | 0          | 0     | 0     | —              | —              | 2      | 0      |
| 2024/25 | Jedinstvo Ub       | Superliga    | 6          | 1          | 1     | 0     | —              | —              | 7      | 1      |
| Totaal  | Totaal             | Totaal       | 241        | 41         | 25    | 1     | 21             | 3              | 287    | 45     |

Bijgewerkt op 20 augustus 2025.

## Erelijst
| Competitie   | Aantal   | Jaren      |          |          |
| FC Basel     | FC Basel | FC Basel   | FC Basel | FC Basel |
| ------------ | -------- | ---------- | -------- | -------- |
| Super League | 1        | 2012/13    |          |          |
| Lech Poznań  |          |            |          |          |
| Ekstraklasa  | 1        | 2014/15    |          |          |
| Superpuchar  | 2        | 2015, 2016 |          |          |